# نجیب نصار
نجیب نَصّار (۱ ژانویه ۱۸۶۵ – ۱۲ مارس ۱۹۴۸) روزنامه‌نگار و سیاستمدار عثمانی-فلسطینی بود. در روستای عین عنوب در ولایت بیروت عثمانی به دنیا آمد و از دانشکدهٔ داروسازی از دانشگاه آمریکایی بیروت فارغ‌التحصیل شد. او علی‌رغم علاقه‌اش به رشته‌های آموزش، داروسازی و کشاورزی، از سال ۱۹۰۵ به امور سیاسی مشغول شد. در سال ۱۹۰۸ روزنامه «الکَرمِل» را در حیفا تأسیس کرد. نجیب نصار یکی از برجستگان روزنامه‌نگاری سیاسی در فلسطین بود و «شیخ» آن نامیده می‌شد. از پیشگامان صهیونیسم‌ستیزی در مطبوعات عربی فلسطین در روزگار عثمانی و قیمومیت بریتانیا شمرده می‌شود. به عرب‌گرایی خود می‌بالید و نام «مفلح الغسانی» را به خود می‌گرفت، نامی که برخی از نوشته‌های خود را با آن امضا می‌کرد.

## زندگی و پیشه
او در ۱ ژانویه ۱۸۶۵ در روستای عین عنوب در نزدیکی الشویفات در ولایت بیروت، امپراتوری عثمانی، به دنیا آمد. تحصیلات ابتدایی را در آنجا گذراند، تحصیلات متوسطه را در سوق الغرب به پایان رساند، سپس وارد دانشگاه آمریکایی بیروت شد و در رشتهٔ داروسازی فارغ‌التحصیل شد. برای آموزش، به داروخانهٔ برادرش به صفد رفت و پس از آن مدت کوتاهی به عنوان دستیار داروساز در بیمارستان اسکاتلندی در طبریه مشغول به کار شد.
نصار داروسازی را رها کرد و به قدس رفت و در آنجا به عنوان معلم در چندین مدرسه مشغول به کار شد تا اینکه تصمیم گرفت در کشاورزی کار کند. چند دونوم زمین در طبریه خرید. در نتیجه، از نزدیک با روش‌های اسکان اولیهٔ صهیونیست‌ها و تأثیر آن بر شرایط کشاورزان آشنا شد.
در سال ۱۹۰۵، او به مدخل «صهیونیسم» در دانشنامهٔ یهودی نگاه کرد، آن را مطالعه کرد و کارزاری را برای انتشار واقعیت آن از دیدگاه شخصی خود با مقالاتی در روزنامه‌های «المقطّم» در قاهره و «لسان الحال» در بیروت آغاز کرد. نصار پس از اعلام بازگرداندن قانون اساسی عثمانی، هر چه داشت فروخت و یک دستگاه چاپ از بیروت خرید. او در سال ۱۹۰۸ به حیفا نقل مکان کرد و روزنامه «الکرمل» را تأسیس کرد که بعدها هفته‌ای دو بار منتشر شد. وی در صفحات آن روزنامه، نسبت به آنچه «تهدید صهیونیستی که قصد غصب فلسطین و اخراج مردم آن را دارد که جنبش نوظهور عربی را به شدت تهدید می‌کند»، هشدار داد. . مقامات عثمانی در ژوئن ۱۹۰۹ روزنامهٔ او را به مدت دو ماه تعلیق کردند. وی همچنین در روزنامه‌های مصر و لبنان به مدافعان صهیونیسم پاسخ داد و ایدهٔ توافق سران صهیونیست و عرب را مورد حمله قرار داد؛ ایده‌ای که در صفحات روزنامه‌های «المقطّم» و «الاهرام» در سال‌های ۱۹۱۳ و ۱۹۱۴ ارائه شد. کارزار او پایان نیافت تا اینکه ایدهٔ نزدیکی کنار گذاشته شد و گروه‌های ملی‌گرای عرب برای مقابله با صهیونیسم موافقت کردند. او مجموعه‌ای از این مقالات را در کتاب خود با عنوان «صهیونیسم: تاریخ، هدف و اهمیت آن» منتشر کرد.
در سال ۱۹۱۰، وزارت دادگستری عثمانی در استانبول دستور محاکمهٔ او را صادر کرد، پس از آن که جامعهٔ یهودی علیه او به «تفرقه‌افکنی و تحریک افکار» متهم شد، اما دادگاه او را از این اتهام تبرئه کرد. در سال ۱۹۱۳، او خواستار برگزاری کنفرانسی شد که از آن یک انجمن ملی غیرصهیونیستی با مرکزیت نابلس پدید آید تا کشور را برای مردمش «از طریق ارتقای امور کشاورزی، اقتصادی و علمی آن‌ها» حفظ سازد و برای ایجاد «وفاق اجتماعی بین آنان» تلاش کند. در تابستان ۱۹۱۴، نصار از جوانان فلسطینی خواست که مستقل از رهبران سنتی کار کنند و در تلاش‌های خود برای بهبود شرایط کشور و اعمال نفوذ اخلاقی بر زمین‌داران عرب برای جلوگیری از واگذاری زمین‌هایشان به یهودیان، به خود تکیه کنند.
او با پیوستن ترکیه به آلمان در جنگ جهانی اول مخالفت کرد و مجبور شد نزد خانواده الفهوم در ناصره و سپس نزد عرب‌های السردیه در شرق اردن مخفی شود و تقریباً دو سال و نیم در آنجا به عنوان گله‌دار گوسفند کار کرد. مقامات نظامی عثمانی در جریان جنگ جهانی اول او را تعقیب کردند و مدتی ناپدید شد. سپس خود را تسلیم کرد و در سال ۱۹۱۸ به زندان دادگاه عرفی دمشق بردند و در آنجا ماند تا اینکه مجلس عرفی حکم به بیگناهی وی داد. سپس به فلسطین بازگشت و به روزنامه‌نویسی در «الکرمل» پرداخت. پس از اشغال فلسطین توسط بریتانیا، نصار در صفحات روزنامهٔ «الکرمل» که بازچاپش کرد، خواستار تأسیس انجمن نهضت اقتصادی عربی شد. او در اوایل نوامبر ۱۹۱۸ در تأسیس حزبی به نام حزب عرب شرکت کرد که دوام چندانی نداشت. نصار سپس به انجمن‌های اسلامی-مسیحی که در شهرهای فلسطین شروع به شکل‌گیری کردند، پیوست.
او در سال ۱۹۲۰ خواهان ایجاد دفتر تبلیغاتی عربی در اروپا برای مقابله با صهیونیسم شد و صدای خود را نسبت به فروش زمین‌ها بلند کرد و خواستار اتحاد ملی در فلسطین شد. با شماری از روشنفکران و روزنامه‌داران برای ایجاد انجمن‌هایی برای مقاومت در برابر صهیونیسم در داخل و خارج فلسطین همکاری کرد. در سومین کنفرانس عرب فلسطین که در دسامبر ۱۹۲۰ در حیفا برگزار شد، به عنوان نمایندهٔ انجمن مسیحیان اسلامی در طبریه شرکت کرد؛ وی در آن کنفرانس بر ضرورت تشکیل نهادهای کارگری و دهقانی برای مقابله با شهرک‌سازی صهیونیست‌ها تأکید کرد.او همچنین در چهارمین کنفرانس عرب فلسطین که در ماه مه تا ژوئن ۱۹۲۱ در قدس برگزار شد، به عنوان نمایندهٔ انجمن اسلامی-مسیحی در حیفا شرکت کرد.
نجیب نصار در طول سالهای قیمومیت به مبارزه با صهیونیسم در صفحات روزنامه خود ادامه داد. همسرش، ساذِج نصار، یکی از پیشگامان امور زنان در فلسطین، با او در چاپ «الکرمل» همکاری داشت؛ او در سال ۱۹۳۸ حدود یک سال در بیت لحم به اتهام کمک تسلیحاتی برای انقلاب دستگیر شد. مقامات قیمومیت بریتانیا بیش از یک بار از انتشار «الکرمل» جلوگیری کردند و آن را در سال ۱۹۴۴ تحت حکومت عرفی که در زمان جنگ جهانی دوم اجرا می‌شد، برای همیشه تعطیل کردند.
نجیب نصار در سال‌های دههٔ ۱۹۴۰ که بستگانش از خانوادۀ وهبه که باغ موز داشتند، بین خانه‌اش در روستای بلد الشیخ در حیفا و بیسان رفت و آمد می‌کرد.
پس از شدت گرفتن بیماری به ناصره رفت و در آنجا در روز ۱۲ مارس ۱۹۴۸، درگذشت.

## زندگی شخصی
برادرانش رشید، ابراهیم، نقولا، اسبیر؛ خواهرانش لیدیا و امیلی بودند. همسرش ساذج نصار بود و پسرش فاروق نام داشت.

## آثار
وی کتابهای متعددی از خود به جای گذاشته است که عناوین عربی آن‌ها عبارت‌اند از:
- الصهيونية
- نجدة العرب: رمان
- وفاء العرب: رمان
- مفلح الغساني
- في ذمة العرب
- الزراعة الجافة
- القضَية الفلسطينية
- الرجل، في سيرة الملك عبد العزيز آل سعود: یافا، ۱۹۳۶